# Joe Hodge
Joseph Shaun Hodge (sinh ngày 14 tháng 9 năm 2002) là một cầu thủ bóng đá sinh ra tại Anh và hiện đang chơi cho tuyển trẻ Cộng hòa Ireland và câu lạc bộ Wolverhampton Wanderers, nơi cầu thủ này có trận ra mắt giải bóng đá Ngoại hạng Anh vào ngày 8 tháng 10 năm 2022.

## Sự nghiệp
Hodge bắt đầu sự nghiệp tại câu lạc bộ Manchester City. Trước thềm mùa giải 2020-21, Hodge được cho mượn đến đội bóng ở League of Ireland Premier Division, Derry City nhưng đã rời đi mà không được ra sân trận nào vì chấn thương. Mùa hè năm 2021, Hodge kí hợp đồng với câu lạc bộ Wolverhampton Wanderers.
Ngày 8 tháng 10 năm 2022, Hodge có lần đầu được ra sân tại Giải bóng đá Ngoại hạng Anh trong trận đấu giữa Wolves và Chelsea.